# Teponkallio
Teponkallio är en kulle i Finland.   Den ligger i den ekonomiska regionen  Helsingfors  och landskapet Nyland, i den södra delen av landet, 28 km norr om huvudstaden Helsingfors. Toppen på Teponkallio är 82 meter över havet.
Terrängen runt Teponkallio är huvudsakligen platt. Runt Teponkallio är det tätbefolkat, med 762 invånare per kvadratkilometer. Närmaste större samhälle är Vanda, 18,9 km sydost om Teponkallio. I omgivningarna runt Teponkallio växer i huvudsak blandskog.